# Гусиноозерський (Тамчинський) дацан

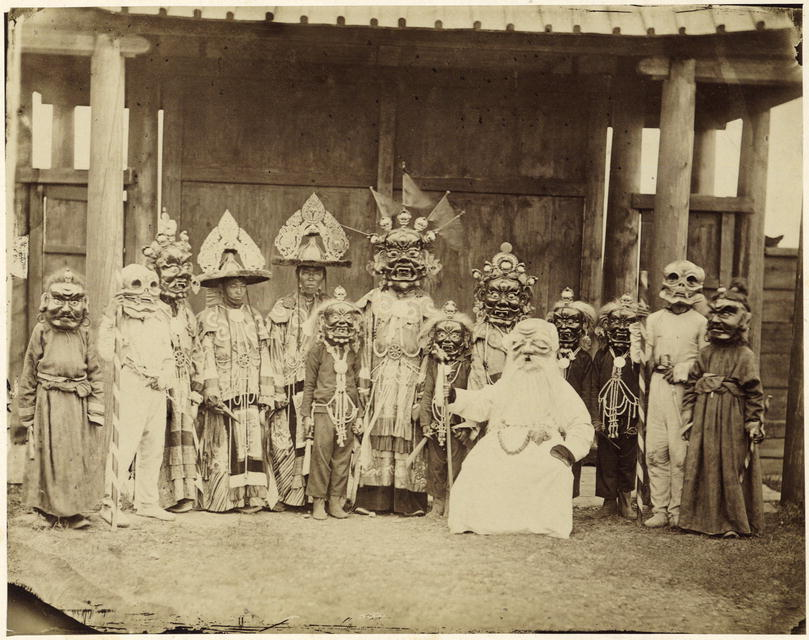
Церемонія Цам в Гусиноозерському дацані (1890-ті роки)

Гусиноозерський дацан «Даші Гандан Даржалінг» (також Тамчинський, раніше Хамбінський, Хулуннорський) — буддійський монастирський комплекс (дацан), розташований в селі Гусине Озеро Селенгинського району Бурятії.
З 1809 по 1938 рік — резиденція Хамбо-лами. Пам'ятка історії та архітектури. Належить до Буддійської традиційної сангхи Росії, традиція гелуг. Хранитель дацану — Палдан Лхамо.

## Історія
Дацан заснований в 1741 році ламою Лубсан-Жимбою Ахалдаєвим на правому березі річки Темник в місцевості Ундер-Шихой. Спочатку це була повстяна юрта. Трохи пізніше дацан був перенесений на південно-західний берег Гусиного озера до підніжжя гори Цогт Хонгор, у місцевість Тамча.
Місце під будівництво дацану вказав засновник й ширеете-лама Цонгольського дацану «Балдан Брейбун» (першого бурятського дацану в Російській імперії), майбутній 1-й Пандіто Хамбо-лама Дамба-Доржо Заяєв.
У 1750 році Тамчинський дацан одним із найперших бурятських дацанів перейшов у дерев'яну будівлю.
У 1783 році Гусиноозерський дацан (і ще 4 дацани вздовж лівого берега Селенги) відділяється від Цонгольского монастиря і де-факто стає резиденцією Л. Ж.-Ж. Ахалдаєва, який став лідером сибірських буддистів в останній чверті XVIII століття. З 1809 року де-юре тут знаходилася резиденція вищих буддійських ієрархів Сибіру — Пандіто Хамбо-лам.
У 1848 році в комплекс дацану входило 17 храмів. У 1858—1870 роках бурятське духовенство, заручившись підтримкою адміністрації Східного Сибіру, відбудувало головний храм дацану (цогчен-дацан) з каменю.
У 1861 році при монастирі відкрилася релігійно-філософська школа Цанід для підготовки духовних кадрів, яка значною мірою відповідала освітнім стандартам, прийнятим у Тибеті й Монголії того часу, що, на думку фахівців, зняло проблему гострої залежності бурятських лам і мирян від повчань з боку зарубіжних вчителів Дгарми. У Забайкаллі з'явилися власні буддійські вчені високого класу.
Тамчинський дацан залишався релігійним центром Бурятії аж до 1930-тих років, коли розпочалася масштабна антирелігійна кампанія радянської влади. Постановою Президії ЦВК Бурятської АРСР № 4 від 13 січня 1938 року дацан був закритий. У перші роки після закриття в будівлях дацану розміщувалася в'язниця для політичних в'язнів. У 1941 році тут відкрилася філія антирелігійного музею.
У 1957 році постановою Уряду Бурятської АРСР Гусиноозерський дацан оголошено історико-архітектурною пам'яткою. У 1960-ті роки в монастирі було проведено реставраційні роботи.
У 1973 році Деваджин-дацан Тамчинського дацану був перевезений в Етнографічний музей народів Забайкалля в Улан-Уде, ставши одним із знакових експонатів. У березні 1973 року дацан Аюші був подарований урядом Бурятської АРСР Новосибірському музею просто неба Сибірського відділення АН СРСР.
У вересні 1989 року в фундаменті однієї зі зруйнованих будівель дацану був виявлений розколотий на 6 частин оленний камінь, що датується пізньою бронзовою добою й початком залізної доби. Для реставрації пам'ятника були запрошені фахівці з Ермітажу. 15 серпня 1990 року відбулося встановлення цих каменів перед входом в Цогчен-дацан, ймовірно на колишньому місці.
У 1990 році дацан переданий Центральному духовному управлінню буддистів СРСР, й відтоді розпочалося відродження монастирського життя. У липні 1991 року дацан відвідав Далай-лама XIV. З Новосибірська був повернений дацан Аюші. 1 листопада 1996 року відбулося освячення нового приміщення дацана Аюші.

## Цам
Буддійська містерія Цам проводилася в монастирі до кінця 1920-х років . Фрагменти одного з останніх Цамів в Тамчинському дацані були відображені в 1928 році під час зйомок художнього фільму Пудовкіна В. І. «Нащадок Чингізхана».

## Реліквії
На території Тамчинського дацану, перед входом в Цогчен-дацан, знаходиться легендарний археологічний пам'ятник оленний камінь Алтан-серге («Золота конов'язь»), якому, за визначенням археологів, бл. 3-5 тисяч років.

## Дорога до дацана
У квітні 2013 року Президент Росії Володимир Путін відвідав Іволгинський дацан і після зустрічі з Пандіто Хамбо-ламою Дамбою Аюшеєвим дав розпорядження уряду Росії надати допомогу Буддійській традиційної сангхі Росії в реалізації низки проектів. Серед них був проект будівництва асфальтованої автодороги до Тамчінского дацану.
Будівництво автошляху було включено до федеральної цільової програми «Економічний і соціальний розвиток Далекого Сходу і Байкальського регіону» і розпочалося 1 червня 2015 року. Протяжність дороги від траси Р440 Гусиноозерськ — Закам'янськ до Тамчинського дацану становить 17 кілометрів. 13 листопада 2015 року відбулося відкриття автошляху.